# Dhalai (distrikt)
Dhalai (bengalsk: ধলাই জেলা) er et distrikt i den indiske delstat Tripura. Distriktets hovedstad er Ambassa. Distriktet har et areal på 2.523 km²

## Demografi
Ved folketællingen i 2011 var der 377,988 indbyggere i distriktet, mod 307,868 i 2001. Den urbane befolkningen udgør 10,71 % af befolkningen.
Børn i alderen 0 til 6 år udgjorde 14,40 % i 2011 mod 15,56 % i 2001. Antallet af piger i den alder per tusinde drenge er 972 i 2011 mod 965 i 2001.